# Kisasszony-bástya (Wawel)

A Kisasszony-bástya helye a Wawelben

A Kisasszony-bástya (lengyelül: Baszta Kobieca vagy Panieńską ) a krakkói Wawel-dombon emelkedő bástya, mely a 14. században épült. Napjainkban restaurálva látható.

## Története
A bástya építésének éve pontosan nem ismert. Az osztrák megszállás idején, 1851-ben lebontották, összefüggésben azzal, hogy a Wawelt katonai célokra használta a megszálló hadsereg. (Már 1803-1804 folyamán hasonló sorsra jutott a waweli Szent György-templom, később pedig a Szent Mihály-templom is.) A bontások és építkezések révén a bástya maradványa a krakkói erőd (Twierdza Kraków), illetve védőfal eleme lett.
A bástya ma látható felső részét 1958-ban újjáépítették a mellette álló Nemesek bástyájával (Baszta Szlachecka) együtt.
A Kisasszony-bástya melletti kaput a 18. században nyitották meg a várba haladó kocsik és szekerek számára.

## Fordítás
- Ez a szócikk részben vagy egészben a Baszta Kobieca na Wawelu című lengyel Wikipédia-szócikk ezen változatának fordításán alapul.  Az eredeti cikk szerkesztőit annak laptörténete sorolja fel. Ez a jelzés csupán a megfogalmazás eredetét és a szerzői jogokat jelzi, nem szolgál a cikkben szereplő információk forrásmegjelöléseként.